# Петербургский фундаментализм
Петербургские фундаменталисты — литературная группа прямого действия, созданная в 2001 году петербургскими писателями Налем Подольским, Павлом Крусановым, Сергеем Носовым, Сергеем Коровиным, Владимиром Рекшаном, Александром Секацким. В 2004 в состав группы вошла Татьяна Москвина. В некоторых акциях фундаменталистов принимали участие сочувствоавшие движению Илья Стогов, Вадим Назаров, Андрей Левкин, Михаил Трофименков и др.

## О движении
Термина «фундаментализм» произошел от латинского слова "fundamentum" — «основание». И он закрепился за крайне консервативными религиозными течениями, такими как протестантский и исламский фундаментализм. Петербургский фундаментализм (неофундаментализм) совершенно иное явление. В его основе — здравый смысл, право на непредвзятое мнение и "право называть вещи своими именами".
Петербургские фундаменталисты, можно сказать — народное название. Группа писателей заседала в галерее «Борей» Архивная копия от 8 марта 2018 на Wayback Machine, занимаясь разработкой основ движения, в то время как остальные посетители галереи и служебного кафе проходили мимо. «Фундаментально сидите» — заметил кто-то. Так и появилось название группы. Эта фундаментальность была проявлением гораздо большего — Незримой Империи — государства, «достойного не только великодержавных заявлений, но и великодержавных действий».
Подробно о движении можно прочитать в рубрике «Незримая империя» Архивная копия от 27 октября 2021 на Wayback Machine на Культпросвете.